# Schweizerisch-Amerikanische Kongregation
Die Schweizerisch-Amerikanische Kongregation, ehemals auch Panamerikanische Kongregation (lat. Congregatio Helveto-Americana Ordinis Sancti Benedicti) ist ein Klosterverband von Benediktinerklöstern, der 1881 in den Vereinigten Staaten als Teil der Benediktinischen Konföderation gegründet wurde.

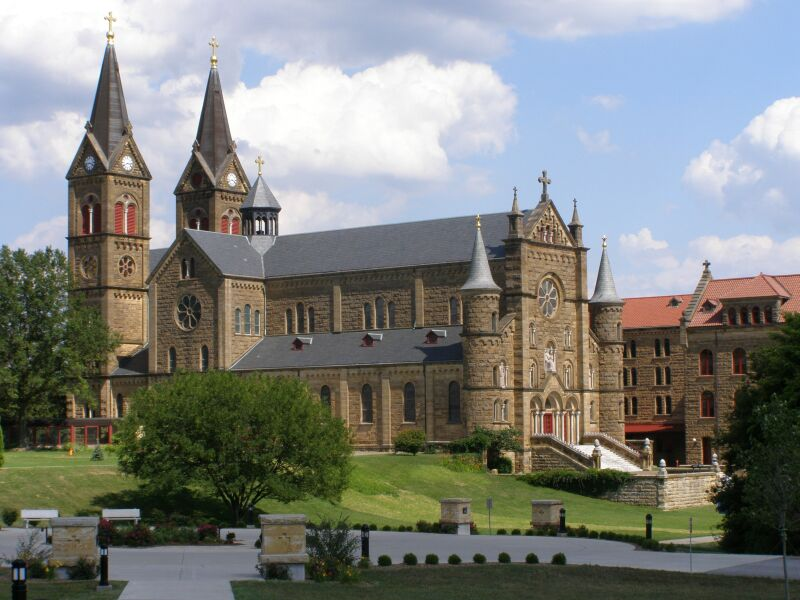
Stammkloster der Kongregation – Erzabtei St. Meinrad, Indiana

## Geschichte
Während des 19. Jahrhunderts wurde in den Vereinigten Staaten vom deutschsprachigen Raum aus mehrere Klöster der Benediktiner gegründet. Die römisch-katholische Kirche in der Schweiz war im 19. Jahrhundert mehrfach staatlichen Eingriffen ausgesetzt. Zwar wurden die infolge der Französischen Revolution und zu Beginn der Helvetischen Republik in Bedrängnis geratenen Jurisdiktionen auf Veranlassung Napoleons wiederhergestellt, mit Ausnahme deren Abtei St. Gallen, da der Fürstabt keine politische Zugeständnisse machte. Doch die gegen die Mönche gerichtete Politik der Schweizer Kantone führte in Pfäfers (1838), Muri (1841), Fischingen (1848) und Rheinau (1863) zur Auflösung der Klöster.
Die Aussichten der Schweizer Katholiken während des „Kulturkampfes“ waren so düster, dass die Abteien von Einsiedeln und Engelberg ein Programm zur Gründung neuer Abteien in Amerika begannen. Damit hatten die Schweizer Klöster eine Zuflucht, falls sie komplett aufgelöst werden sollten. Die ausgewanderten Pioniermönche sollten auch den emigrierten Deutschen dienen. Die neuen Abteien blieben aber Teil der Schweizerischen Benediktinerkongregation.
Bis 1881 wurde die Anzahl der Gemeinschaften so groß, dass es sinnvoll schien, diese vom Mutterland abzutrennen. Deshalb genehmigte Papst Leo XIII. die Errichtung einer Kongregation unter dem Patronat der Unbefleckten Empfängnis der Seligen Jungfrau Maria.

## Aktuelle Situation
Die Kongregation besteht aus sechzehn Abteien und Klöstern in den Vereinigten Staaten, British Columbia und Guatemala. Es gibt zwei abhängige Priorate in Mexiko und Guatemala. Die Kongregation zählt 417 Mönche. Abtpräses der Kongregation ist seit 2023 Justin Brown (Saint Joseph Abbey).

## Aktuelle Mitglieder
- Erzabtei St. Meinrad in St. Meinrad, Indiana
- Abtei Conception in Conception, Missouri
- Subiaco Abbey in Subiaco, Arkansas
- St. Joseph Abbey in Saint Benedict, Louisiana
- Mount Angel Abbey in St. Benedict, Oregon
- Abtei Marmion in Aurora, Illinois
- St. Benedict’s Abbey in Benet Lake, Wisconsin
- Westminster Abbey in Mission, British Columbia, Kanada
- Mount Michael Abbey in Elkhorn, Nebraska
- Our Lady of Glastonbury Abbey in Hingham, Massachusetts
- Prince of Peace Abbey in Oceanside, Kalifornien
- Abtei St. Benedict in Still River, Massachusetts
- Monastery of the Ascension in Jerome, Idaho
- Our Lady of the Angels Benedictine Monastery Cuernavaca, Morelos, Mexiko[4]